# Cercino
Cercino é uma comuna italiana da região da Lombardia, província de Sondrio, com cerca de 689 habitantes. Estende-se por uma área de 6 km², tendo uma densidade populacional de 115 hab/km². Faz fronteira com Cino, Cosio Valtellino, Mantello, Novate Mezzola, Traona.

## Demografia
| Variação demográfica do município entre 1861 e 2011                               |
|                                                                                   |
| Fonte: Istituto Nazionale di Statistica (ISTAT) - Elaboração gráfica da Wikipedia |